# Frederick A. Irving
Pour les articles homonymes, voir Irving.
Frederick Augustus Irving (3 septembre 1894 - 12 septembre 1995) était un major général de l'armée de terre américaine (US Army) qui a servi pendant la Première et la Seconde Guerre mondiale. Il a été surintendant de l'Académie militaire des États-Unis de 1951 à 1954 et a vécu jusqu'à l'âge de 101 ans.

## Biographie

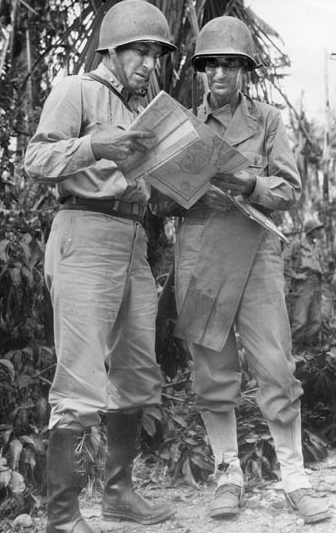
Le général de division Franklin C. Sibert (à gauche), commandant le X Corps, s'entretient avec le général de division Frederick A. Irving, commandant la 24e division d'infanterie, à un poste de commandement avancé lors de l'invasion de Leyte, Philippines, 1943.

Irving est né dans le Massachusetts le 3 septembre 1894. Il entre à l'Académie militaire des États-Unis (United States Military Academy - USMA) à West Point, dans l'État de New York, en juin 1913, d'où il sort le 20 avril 1917, deux semaines exactement après l'entrée des États-Unis dans la Première Guerre mondiale, en tant que sous-lieutenant (second lieutenant) d'infanterie.
Il fait partie de la promotion qui a produit plus de 55 futurs officiers généraux, dont deux chefs d'état-major de l'armée de terre - Joseph L. Collins et Matthew B. Ridgway. Parmi ses autres camarades de classe figurent : Clare H. Armstrong, Aaron Bradshaw Jr., Mark W. Clark, John T. Cole, Norman D. Cota, John M. Devine, William W. Eagles, Theodore L. Futch, Charles H. Gerhardt, Augustus M. Gurney, Ernest N. Harmon, William Kelly Harrison Jr., Robert W. Hasbrouck, George H. Weems, Laurence B. Keiser, Charles S. Kilburn, Bryant E. Moore, Daniel Noce, Onslow S. Rolfe, Herbert N. Schwarzkopf, Albert C. Smith, George D. Wahl et Raymond E. S. Williamson.
Il est promu premier lieutenant (first lieutenant) le 15 mai 1917 et captain (capitaine) à titre temporaire le 5 août. Pendant la guerre, il a participé en France à l'offensive de Saint-Mihiel en septembre 1918. Commandant de compagnie au sein du 15e bataillon de mitrailleuses de la 5e division d'infanterie (5th Infantry Division) des Forces expéditionnaires américaines (American Expeditionary Forces  - AEF), il est blessé au cours de la bataille et reçoit la Silver Star pour avoir "dirigé sa compagnie sous le feu nourri de l'artillerie et des mitrailleuses",.
Irving a également été actif pendant l'entre-deux-guerres, au cours duquel il a suivi les cours de l'United States Army Command and General Staff College, et pendant la Seconde Guerre mondiale, où il a dirigé la 24e division d'infanterie (24th Infantry Division) pendant les invasions de Hollandia, en Nouvelle-Guinée, et de Leyte, aux Philippines, avant d'être soudainement démis de son commandement à la fin de 1944 et remplacé par le major général Roscoe B. Woodruff. Il a été commandant des cadets à West Point de 1941 à 1942.
Irving a servi l'US Army pendant trente-sept ans et a pris sa retraite en 1954. Il meurt en 1995 d'une insuffisance cardiaque congestive à l'hôpital Mount Vernon d'Alexandria, en Virginie, à l'âge de 101 ans.

## Décorations
- - Silver Star
- - Legion of Merit (x2)
- - Bronze Star
- - Purple Heart

## Source
- (en) Cet article est partiellement ou en totalité issu de l’article de Wikipédia en anglais intitulé « Frederick Augustus Irving » (voir la liste des auteurs).